# Erik Ludvig Skeel
Erik Ludvig Skeel (29. marts 1929 på Gammel Toftegård, Aabybro – 29. december 2007 på Birkelse) var en dansk godsejer, kammerherre og hofjægermester, far til Jørgen Christian Skeel.
Han var søn af hofjægermester Ove Skeel og Ingeborg Louise født baronesse Wedell-Wedellsborg og blev i 1964 medejer og 1973 eneejer af Birkelse. Han var Ridder af Dannebrog. 
Han ægtede 22. september 1960 i Karise Kirke Hanne Selchau-Hansen (9. juli 1935 på Alslevgård - 5. maj 2012 på Birkelse), som var uddannet fra Dalum Landbrugsskole.
Han er begravet på Aaby Kirkegård.